# 金耳环 (电视剧)
《金耳环》（又名《河流如血》），中国大陆电视剧，改编自海岩作品《河流如血》，导演汪俊，主演黄明、王丽坤、李倩、王媛可、张俪、袁文康。

## 剧情
陆保良的父亲陆为国是鉴宁市公安局刑侦大队队长，他的家里一共四口人，他、母亲、父亲、姐姐陆宝珍。10岁时，陆保良和同学刘存亮、李臣一起效仿刘关张桃园结义也磕头结拜，自封“鉴宁三雄”。陆保良父亲的把兄弟“权力”家和他们家关系非常密切，权家的养子权三枪每次打架惹事都是陆保良的父亲解救。11岁时，陆保良的父亲送权三枪出监狱的时候出车祸，变成了瘸子，被调到学校当副校长。陆保良无意间发觉自己的姐姐陆宝珍和权家的权虎谈恋爱，陆保良的父亲知道后，极力反对女儿嫁给权家。姐姐和权虎一起出逃了，母亲送给陆保良一副金耳环，叫他交给姐姐。权力55岁生日的时候，姐姐陆宝珍和权虎带着孩子回到家乡，同日，权力因为非法集资和参加黑社会而被送入监狱，判处死刑。陆宝珍和权虎再度消失。
陆保良的父亲因为权家的案件而立功，调到省会，母亲却因为女儿陆宝珍的悲惨爱情而郁郁而终。陆保良的父亲续弦娶了新妻子杨某，还带了妹妹嘟嘟。陆保良的拜把子兄弟刘存亮和李臣也来到省会工作，他认识了刘存亮的女友陶菲菲，不久，陆保良考取省公安学校，他认识了学姐夏萱。
李臣在“焰火之都夜总会”工作，他得知了权家亲人的下落通知陆保良，陆保良于是请老板马某告诉他权家亲人的下落，但是被拒绝，马某的情妇小乖要求陆保良陪她潇洒玩乐，才告诉他权家亲人的下落，于是陆保良陪她吃摇头丸等，一日，他不慎被警察逮捕，也因此被学校开除。
马某的情妇小乖在一天吃了摇头丸之后坠落下楼死了，并且叫朋友给了陆保良一张名片，陆保良拿它找到了权三枪，权三枪心存报复，开枪打死了陆保良父亲的新妻子和嘟嘟。陆保良报案之后被父亲赶出家门。陆保良走投无路投靠了自己的拜把子兄弟刘存亮和李臣，而且和陶菲菲同居了。
陆保良在保洁公司工作，爱上了白领张楠，张楠父母反对二人恋爱。陆保良的花心也引发了陶菲菲的嫉妒，在陶菲菲母亲生病时，为不让陶菲菲去当坐台小姐赚钱，他去向张楠借钱1万人民币，张楠却怀疑他爱上自己的动机不纯。
陆保良换了工作在洗车场干劳力活，由于过度劳累而大病一场，在陶菲菲的照顾下得以恢复。陆保良去大酒店当了前台接待员，并且和张楠恢复了爱情。陶菲菲的母亲治病需要钱，陆保良不得已，又向张楠提出借钱5万人民币，张楠再度怀疑他的动机，而且又看到一张陆保良和马某情人小乖的亲热照，悲痛离开。
刘存亮和李臣一起买了彩票，陆保良帮他们刮出一个一等奖，但是李臣独吞奖金逃走了。刘存亮把李臣告上法庭，双方都请陆保良作证，但是陆保良感慨人生的无常、感情的脆弱。
千难万险，陆保良终于找到姐姐，但是父亲仍然不认姐姐。自己也被公司开除。一日，陆保良配合公安机关逮捕权三枪，结果自己打死了权三枪，权三枪的哥哥权虎被判刑无期徒刑，姐姐被判刑5年。陆保良领养了他们二人的孩子雷雷，为了养家糊口，他不得不辛劳工作，张楠再度见到他时，仍然飘然离开。
陆宝珍因为身体病重保外就医，但是不久去世了，陆保良因为陶菲菲的事儿和陶菲菲的情夫老丘打架，还是父亲最后出面解围，送来5万元医药费给陶菲菲母亲治病。陆保良带着姐姐的骨灰回到家乡，看到家乡熟悉的一切，他觉得幸福美好。

## 演出
| 演员   | 角色   | 备注 |
| 黄 明  | 陆保良 |      |
| 王丽坤 | 陆宝珍 |      |
| 李倩   | 陶菲菲 |      |
| 袁文康 | 权虎   |      |
| 王媛可 | 张楠   |      |
| 张俪   | 夏萱   |      |
| 曲高位 | 刘存亮 |      |
| 王莎莎 | 嘟嘟   |      |

## 播出
该剧在安徽卫视、江苏卫视、浙江卫视、贵州卫视黄金档播出。